# Derek Sherinian
Derek Sherinian (Laguna Beach, Kalifornia, 1966. augusztus 25. –) amerikai zenész, aki Alice Cooper mellett, majd a Dream Theater tagjaként lett ismert. A zenekarból való távozása után is termékeny zenész maradt, aki rengeteg előadóval dolgozott már pályafutása alatt.

## Életrajz
Demian nevű húgával nőtt fel a Kalifornia állambeli Laguna Beach-ben. Apja ügyvéd az anyja tanárnő. A Soquel nevű középiskolába járt, majd a bostoni Berklee College of Music főiskolára. Gyerekkorában a legnagyobb problémája az volt, hogy mindenbe beleokoskodott, mindig megpróbálta megnevettetni az osztályt. Mindig is zenész akart lenni, klasszikus zongoraórákat is vett, de legtöbbször magától gyakorolt. Első zenei hatása Elton John volt, majd jött Eddie Van Halen, Randy Rhoads, Al Di Meola, Allan Holdsworth, Jeff Beck. Legnagyobb példaképe Eddie Van Halen:Talán Eddie Van Halen számít a legnagyobb hősömnek, mert annyira erőteljes módon közelített a hangszeréhez.  Első zenekarában megfordult Al Pitrelli gitáros is aki később a Megadeth tagja lett. Első koncertélménye 1980-ban érte, ahol a Van Halent látta a Women And Children First turnén. Profi karrierje Alice Cooper mellett kezdődött. Első koncertje Belgiumban volt a zenekarral 1989-ben. Alice azt nyilatkozta róla, hogy "Derek a rockbillentyűsök Caligula császára". Ezután szerepelt Brad Gillis oldalán, majd a Kiss Alive III albumán is. Az A Change of Seasons lemezen mutatkozott be a Dream Theater-ben, majd a Falling into Infinity is vele készült. 1998-ban távozott a zenekarból, azóta különféle projektjeivel tölti az idejét: Platypus, Planet X, Jughead, Derek Sherinian, de dolgozott Yngwie Malmsteen oldalán is.

## Diszkográfia

### Szóló albumok
| Megjelenés        | Cím                 | Kiadó       | Tipus  | Allmusic kritika | USA eladások |
| 1999              | Planet X            | Magna Carta | Studio | 3/5              | N/A          |
| 2001              | Inertia             | InsideOut   | Studio | 3/5              | N/A          |
| Április 22, 2003  | Black Utopia        | InsideOut   | Studio | 3/5              | N/A          |
| November 9, 2004  | Mythology           | InsideOut   | Studio | N/A              | N/A          |
| Augusztus 1, 2006 | Blood of the Snake  | InsideOut   | Studio | 3.5/5            | N/A          |
| Március 24, 2009  | Molecular Heinosity | InsideOut   | Studio | 3.5/5            | N/A          |

### Dream Theater
| Megjelenés          | Cím                   | Kiadó    | Tipus          | Allmusic kritika | USA eladás |
| Szeptember 19, 1995 | A Change of Seasons   | EastWest | Studio/Live EP | 4.5/5            | 188,000+   |
| Szeptember 23, 1997 | Falling into Infinity | EastWest | Studio         | 3/5              | 160,000+   |
| Október 27, 1998    | Once in a LIVEtime    | EastWest | Live           | 3/5              | 75,000+    |
| 1998                | 5 Years in a LIVEtime | EastWest | VHS/DVD        | 3/5              | N/A        |

### Planet X
| Megjelenés      | Cím          | Kiadó     | Tipus  | Allmusic kritika | USA eladás |
| June 6, 2000    | Universe     | InsideOut | Studio | 4/5              | N/A        |
| Április 3, 2002 | Live from Oz | InsideOut | élő    | 3/5              | N/A        |
| Július 29, 2002 | MoonBabies   | InsideOut | Studio | 3/5              | N/A        |
| Május 18, 2007  | Quantum      | InsideOut | Studio | 4/5              | N/A        |

### Egyéb
Teljes lista: Sherinian's website és Allmusic credits page.
| Megjelenés         | Előadó           | Cím                                           | Kiadó             | Típus       | Allmusic kritika | USA eladások |
| Május 18, 1993     | KISS             | Alive III                                     | Mercury Records   | élő         | 2/5              | N/A          |
| 1994               | Alice Cooper     | The Last Temptation                           | Epic Records      | Studio      | 4/5              | N/A          |
| Augusztus 22, 1995 | Alice Cooper     | Classicks                                     | Epic              | válogatás   | 2.5/5            | N/A          |
| Augusztus 25, 1998 | Platypus         | When Pus Comes to Shove                       | Velvel            | Studio      | 4/5              | N/A          |
| Május 14, 2000     | Platypus         | Ice Cycles                                    | Century Media     | Studio      | 3/5              | N/A          |
| 2002               | Various          | Pigs and Pyramids                             | Musea             | feldolgozás | 2/5              | N/A          |
| Január 22, 2002    | Gilby Clarke     | Swag                                          | Spitfire          | Studio      | 4/5              | N/A          |
| Június 11, 2002    | Jughead          | Jughead                                       | InsideOut         | Studio      | 4/5              | N/A          |
| Október 15, 2002   | Yngwie Malmsteen | Attack!!                                      | Import            | Studio      | 3/5              | N/A          |
| Március 22, 2005   | Billy Idol       | Devil's Playground                            | Sanctuary Records | Studio      | 2/5              | N/A          |
| Január, 2008       | Ayreon           | 01011001                                      | InsideOut         | Studio      | 4/5              | N/A          |
| Április 25, 2008   | Theodore Ziras   | Hyperpyrexia                                  | SLZ               | Studio      | 5/5              | N/A          |
| Június 24, 2008    | Billy Idol       | The Very Best of Billy Idol: Idolize Yourself | Capitol Records   | válogatás   | 4/5              | N/A          |
| Január 25, 2010    | Relocator        | Relocator                                     | N/A               | Studio      | N/A              | N/A          |